# 刘文选 (1932年)
刘文选（1932年8月—），字英才，号天艺，男，河南濮阳人，中国画家、书法家。曾任濮阳市文联副主席、濮阳市书画院院长。